# Boris Němcov
Boris Jefimovič Němcov (rusky Борис Ефимович Немцов; 9. října 1959 Soči – 27. února 2015 Moskva) byl ruský liberální opoziční politik, kritik administrativy prezidenta Vladimira Putina. V letech 1997–1998, v době prezidentství Borise Jelcina, zastával funkci vicepremiéra země. Původním povoláním byl matematik a fyzik. V únoru 2015 byl zastřelen v Moskvě.

## Život
Boris Němcov se narodil v černomořském městě Soči. Jeho matka byla Židovka. Absolvoval radiofyzikální fakultu Gorkovské univerzity. Jako vědec vzbuzoval Němcov velké naděje, měl ale větší zájem o veřejnou činnost.
V letech 1991 až 1997 zastával post gubernátora Nižního Novgorodu. V r. 1992 byl na seznamu „200 světových předáků příštího století", který sestavila Cambridgeská univerzita. Bylo mu tehdy 33 let a byl nejmladším ruským gubernátorem. Roku 1994 vzal Boris Jelcin Němcova na státní návštěvu v USA a na banketu při otevření nové ruské ambasády ho představil Billu Clintonovi jako příštího ruského prezidenta. Od roku 1997 zastával Němcov funkci vicepremiéra v nově rekonstruované vládě. Němcov byl obdivovatelem britské premiérky Margaret Thatcherové a úzce spolupracoval s Anatolijem Čubajsem, který bývá označován za otce ruské privatizace v 90. letech 20. století. Finanční krize, která Rusko zasáhla v roce 1998, však Němcova stála funkci ve vládě.
Až do roku 2010 byl Němcov jedním z předáků pravicové strany Svaz pravicových sil, která se dvakrát za sebou nedostala do parlamentu. Poté byl jedním z předáků hnutí Solidarita a vyvíjel všestranný nátlak na moc z pozic liberalismu.
V letech 2007 až 2011 byl kvůli účasti na protestech třikrát zatčen. V jednom z případů byl odsouzen k 15 dnům vězení, což odsoudili američtí senátoři John McCain a Joe Lieberman. Organizace Amnesty International jej tehdy označila za vězně svědomí.
V roce 2010 se stal jedním z prvních signatářů opoziční kampaně s názvem Putin musí odejít.
V době příprav ZOH v Soči zveřejnil zprávu s názvem Zimní olympiáda v subtropech, která se zabývala výrazným předražením nových olympijských objektů a nízkou kvalitou jejich provedení. Němcov uvedl, že hry budou stát více než padesát miliard dolarů, přičemž rozkradeno z nich bude až šedesát procent.

## Atentát
V pátek 27. února 2015 byl Němcov v centru Moskvy krátce před půlnocí čtyřikrát střelen neznámým střelcem, načež na následky zranění zemřel.
V interview z 10. února téhož roku Němcov vyjádřil své obavy z toho, že ho prezident Putin nechá zabít. Němcov se totiž netajil svými kritickými postoji k roli Ruska ve válce na východě Ukrajiny. Prezident Putin po jeho vraždě prohlásil, že „uděláme vše, aby organizátoři a vykonavatelé podlé a cynické vraždy byli po zásluze potrestáni."
Němcov byl zabit krátce před plánovaným masovým protestem opozice, který se konal v neděli 1. března. Původně mělo jít o demonstraci proti hospodářské krizi a válce na Ukrajině, po vraždě Němcova se změnila na vzpomínkový pochod. Zúčastnilo se jej několik desítek tisíc lidí, mnozí drželi Němcovovy fotografie, řada lidí měla placky s nápisem „Nebojím se“. Někteří účastníci nesli na transparentech kritická hesla, ozvalo se volání „Rusko bez Putina“.
Vykonavatelé byli dopadeni, ale objednatel vraždy je dosud nejasný. Ruský opoziční politik a Němcovův přítel Ilja Jašin z vraždy obvinil čečenského vůdce Ramzana Kadyrova. Podle Jašina se Čečensko pod vládou Kadyrova „stalo islámským státem uvnitř Ruska a nepodřizuje se (ruským) zákonům". 13. července 2017 byl pachatel vraždy Čečenec Zaur Dadajev odsouzen k 20 letům odnětí svobody. Čtveřice čečenských spolupachatelů byla odsouzena k trestům od 11 do 19 let. Kadyrova označili za objednatele vraždy také advokáti pozůstalých.

### Reakce

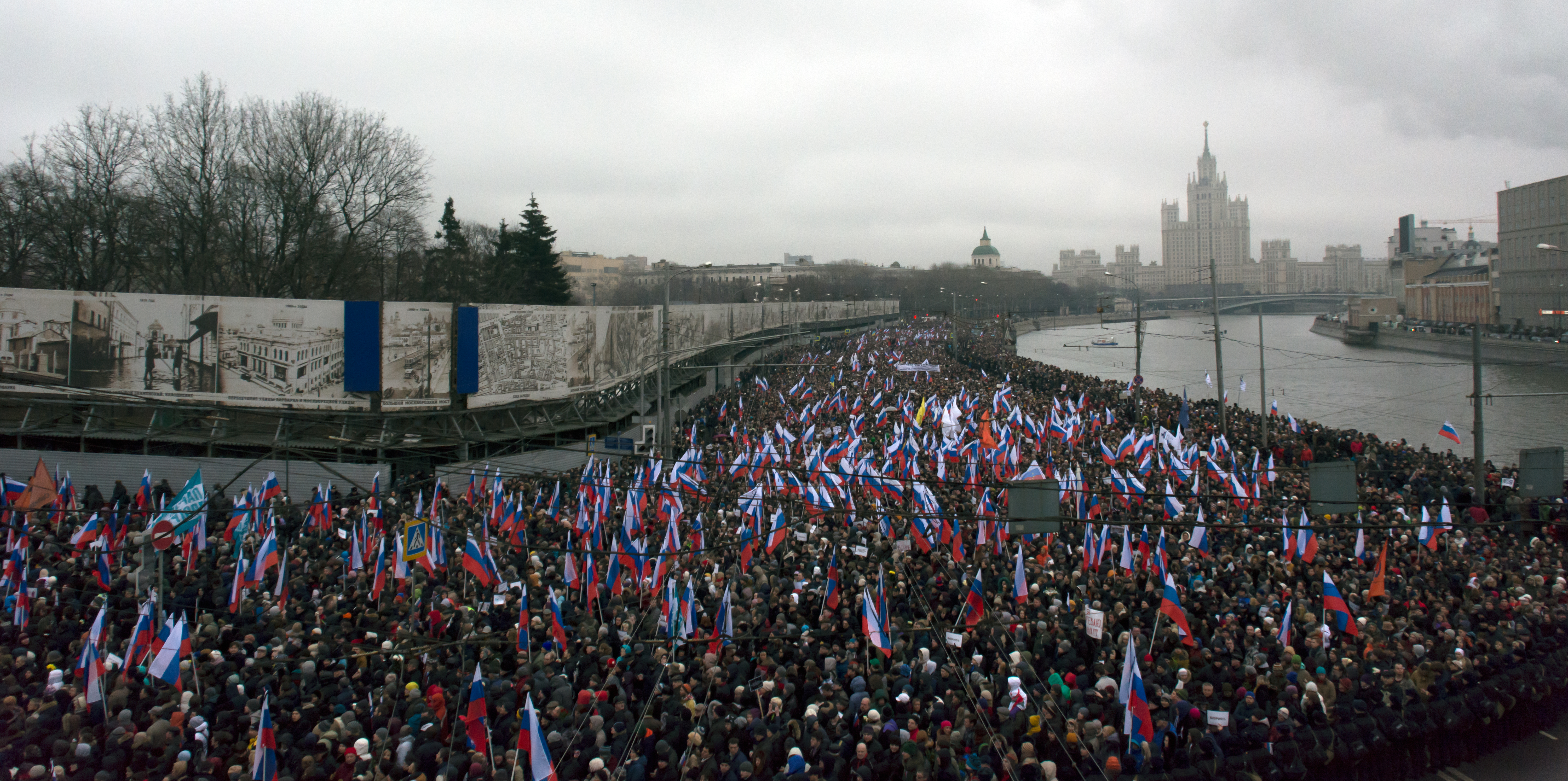
Smuteční průvod na památku Borise Němcova (1. března 2015 v Moskvě)

Atentát na Němcova odsoudil americký prezident Barack Obama, který se s ním setkal v Moskvě v roce 2009. Označil jej za „brutální vraždu“ a ruskou vládu vyzval k rychlému, nestrannému a transparentnímu vyšetření události.
Ukrajinský prezident Petro Porošenko uvedl, že je smrtí Němcova šokován. Němcova, který byl zastáncem prozápadního kurzu Ukrajiny, považoval za „jednoho z mála, které může nazývat přáteli“. V březnu 2015 se rozhodl udělit mu Řád svobody.
Ruský prezident Vladimir Putin prohlásil, že bude uděláno vše pro to, aby byli organizátoři a vykonavatelé podlé a cynické vraždy Borise Němcova po zásluze potrestáni.
Náměstí ve Washingtonu, D.C., kde sídlí velvyslanectví Ruské federace ve Spojených státech, bylo v roce 2018 přejmenováno na náměstí Borise Němcova. V Praze vznikla iniciativa za pojmenování náměstí Pod kaštany v Praze 6-Bubenči na náměstí Borise Němcova a vznikla petice adresovaná radě hlavního města Prahy. Na zmíněném náměstí sídlí velvyslanectví Ruské federace. Iniciativu vyslyšel primátor Prahy Zdeněk Hřib a náměstí bylo po schválení Radou Prahy i Zastupitelstvem Prahy přejmenováno 27. února 2020, tedy pět let po jeho smrti. Podle bývalého velvyslance České republiky v Rusku a na Ukrajině Jaroslava Bašty přejmenovat náměstí, kde sídlí ruské velvyslanectví, „souvisí s politickým trendem, který je zaměřen protirusky s jistou formou rusofobie.“
Životopisný dokumentární film o Borisi Němcovovi, sestavený převážně z autentických videosekvencí, byl představen v Knihovně Václava Havla v červnu 2017. Autorem filmu je Němcovův blízký spolupracovník Vladimir Kara-Murza.

## Majetek
Němcov po sobě zanechal majetek v hodnotě asi 300 milionů rublů (asi 114 milionů Kč), o který se po jeho smrti strhla právní bitva mezi jeho potomky. Němcov tvrdil, že majetek získal díky spekulacím s akciemi a výnosným investicím.

## Vyznamenání
- Medaile Řádu Za zásluhy o vlast II. třídy – Rusko, 10. března 1995 – za služby státu související s dokončením první etapy kupónové privatizace[24]
- Vděčnost prezidenta Ruské federace – Rusko, 12. srpna 1996 – za aktivní účast na organizaci a vedení volební kampaně prezidenta Ruské federace v roce 1996[25]
- Medaile Za upevňování bojového přátelství – Rusko, 2001[26]
- Řád knížete Jaroslava Moudrého V. třídy – Ukrajina, 19. srpna 2006 – udělil prezident Viktor Juščenko za významný osobní přínos k rozvoji mezinárodní spolupráce, posílení autority a pozitivního obrazu Ukrajiny ve světě a za popularizaci jejich historických a moderních úspěchů[27]
- Řád svobody – Ukrajina, 2. března 2015 – udělil prezident Petro Porošenko za vynikající osobní zásluhy o rozvoj demokracie, dodržování ústavních práv a svobod člověka a občana a za nezištnou sociální a politickou aktivitu[28][29]

## Fotogalerie

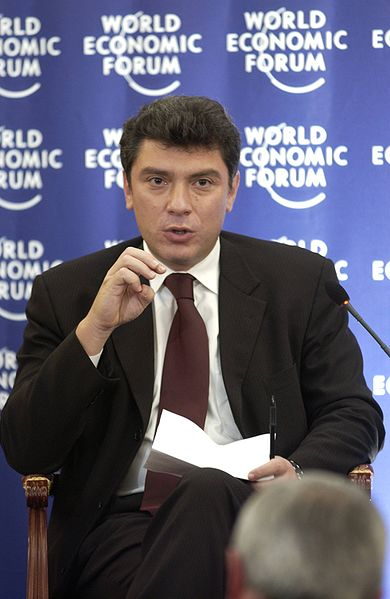
Boris Němcov na Světovém ekonomickém fóru (2003)
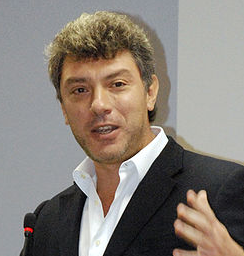
Boris Němcov (2008)
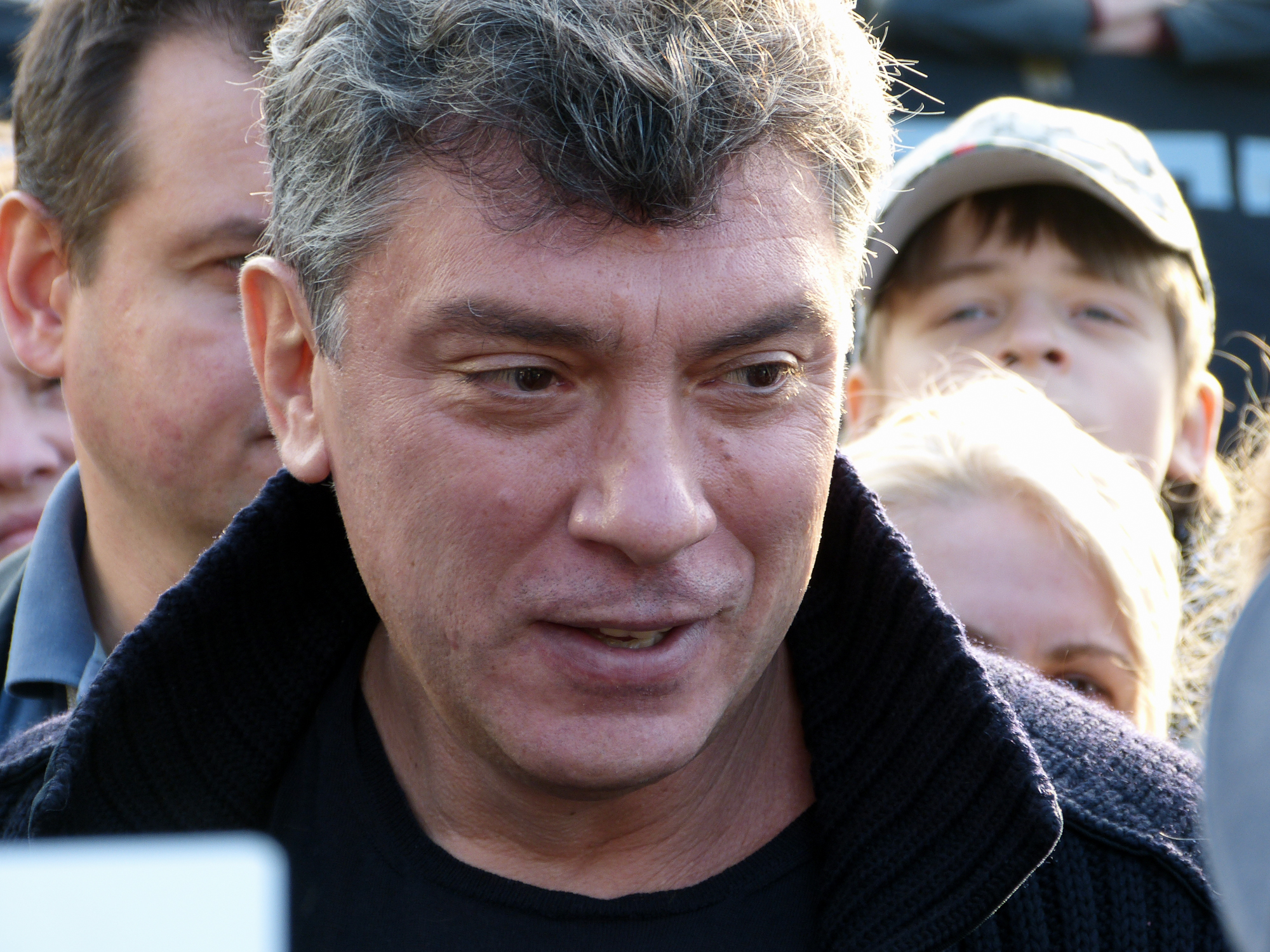
Boris Němcov (2012)
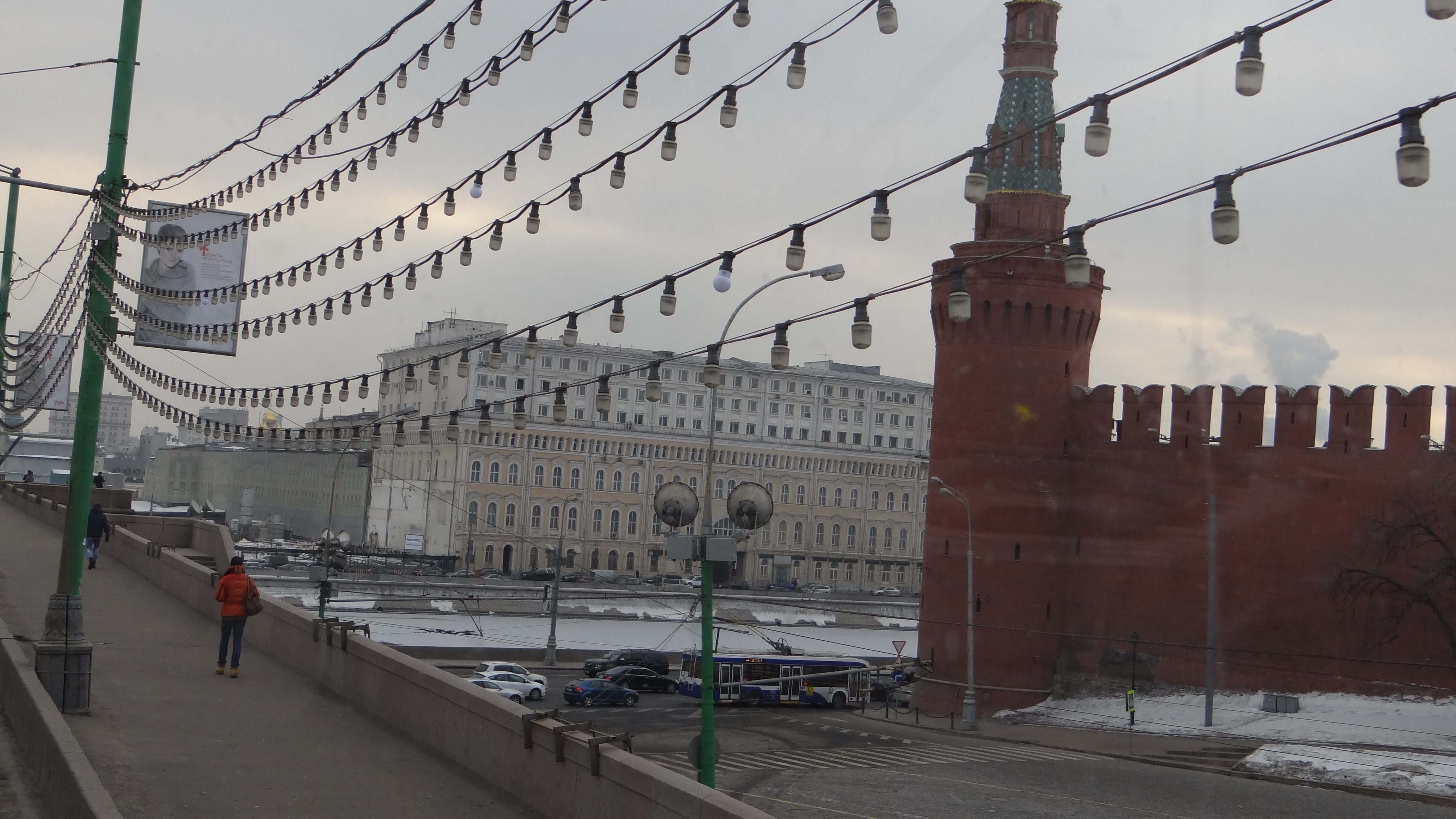
Místo, kde byl zavražděn Boris Němcov (Moskva)
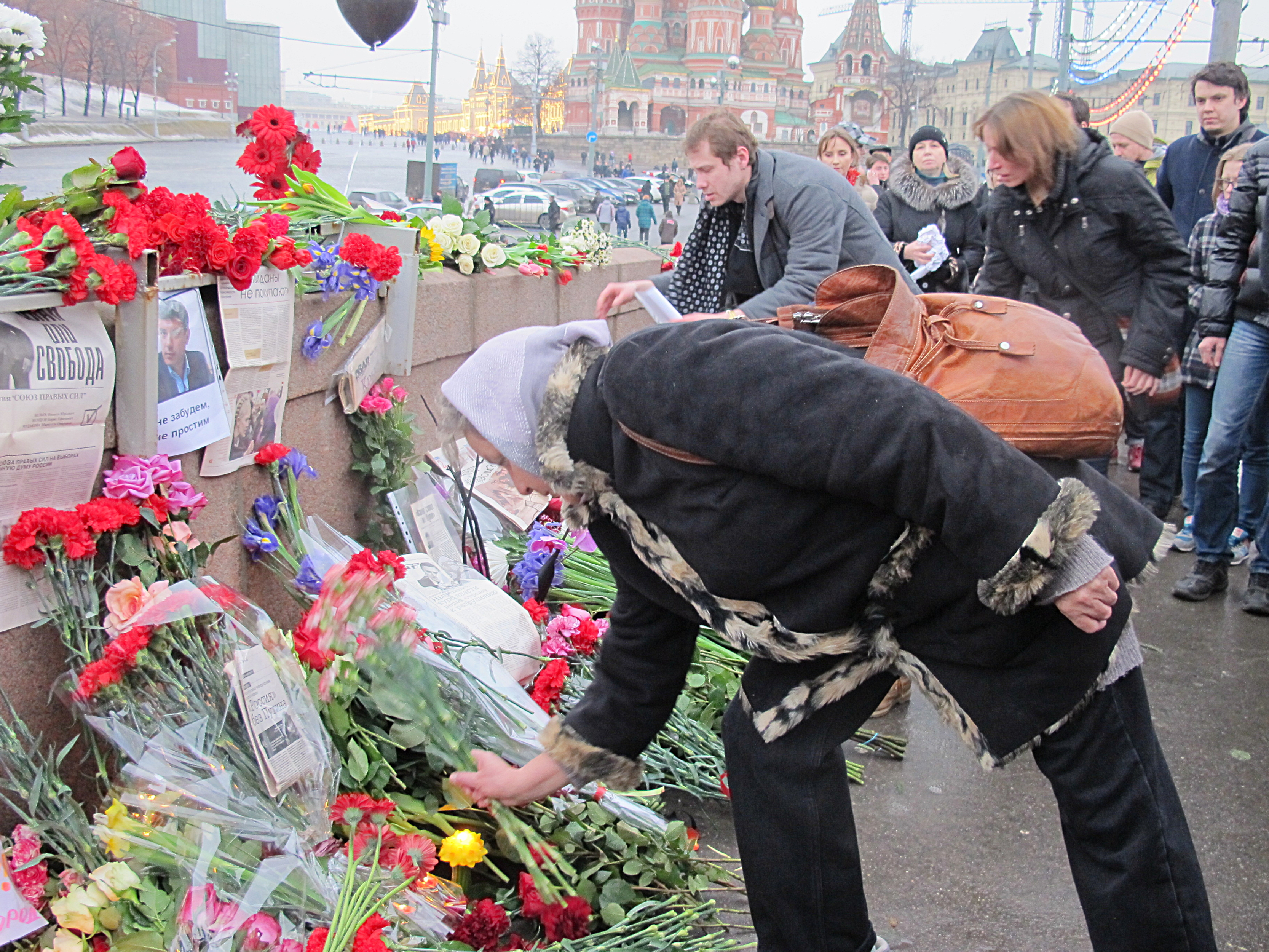
Lidé nosí květiny k místu, kde byl zavražděn Němcov, (28. února 2015, Moskva)
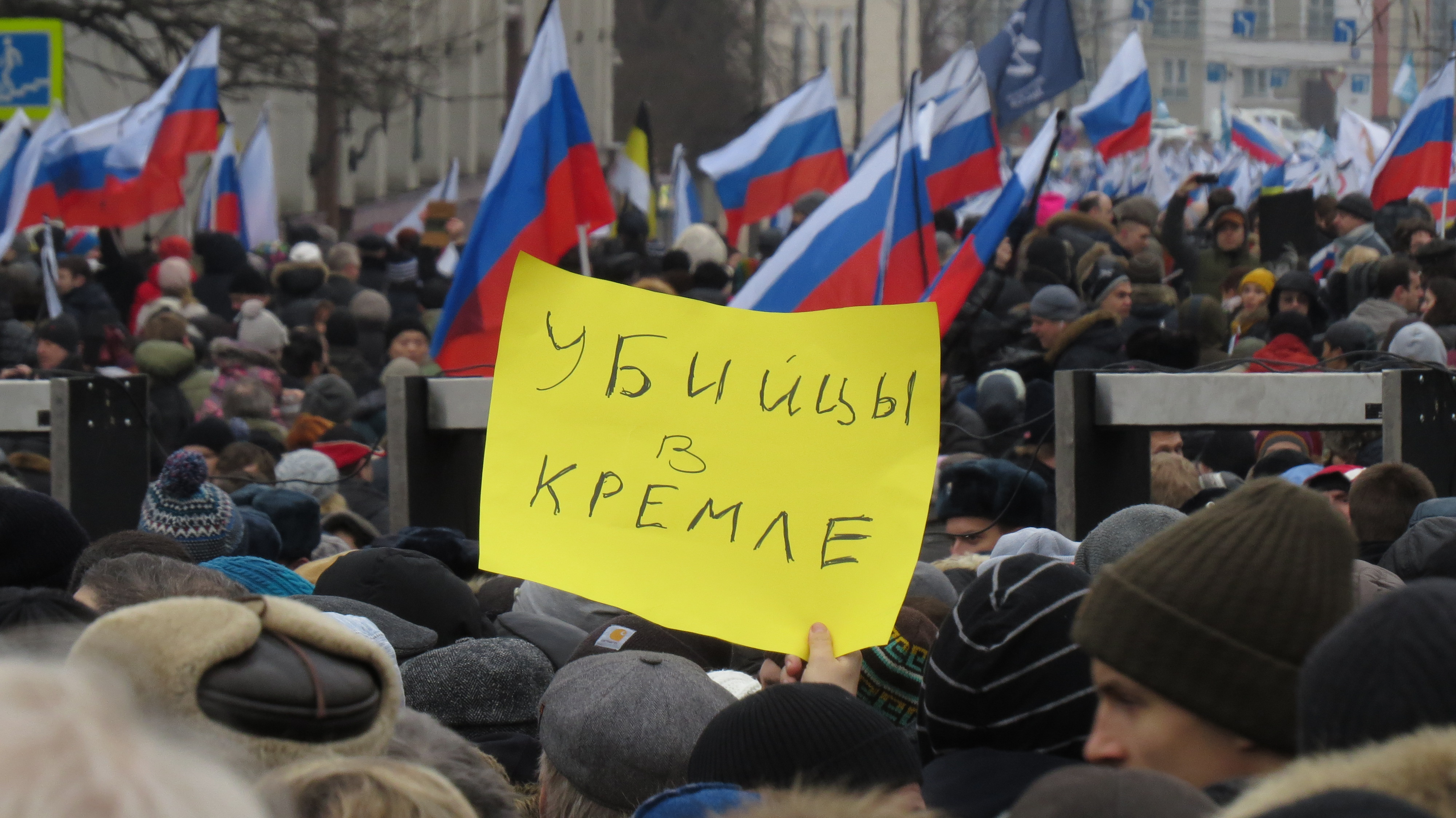
Transparent - 'Vrazi jsou v Kremlu'
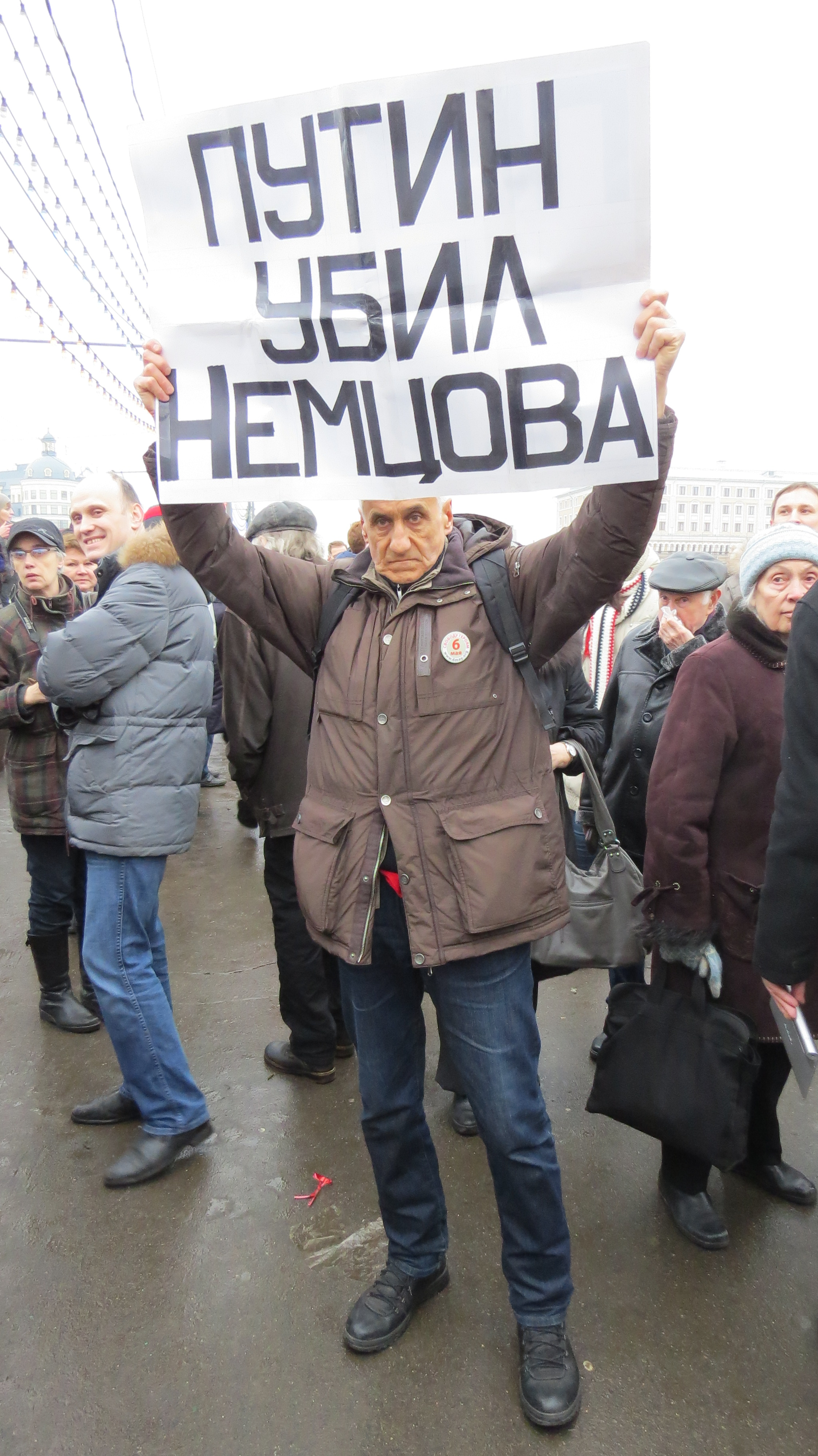
Transparent - 'Putin zavraždil/zabil Němcova'